# История рабства во Флориде
Рабство во Флориде занимает более важное место в истории Флориды, чем едва ли не в любом другом штате. Покупка Флориды Соединёнными Штатами у Испании в 1819 году (с 1821 г.) была предпринята, в первую очередь, с целью укрепления системы рабства на южных плантациях путем отказа потенциальным беглецам в нахождении убежища во Флориде, каким оно было ранее.
В период испанского колониального господства во Флориду с Кубы было ввезено небольшое количество рабов-африканцев, так как во Флориде для них не было поля деятельности — ни шахт, ни плантаций.
Начиная с 1687 года рабы, бежавшие из английских колоний на север, освобождались, когда достигали Флориды и принимали католическое крещение. Чёрное рабство в регионе широко распространилось после того, как Флорида перешла под контроль Великобритании, а затем Америки.
В 1863 году рабство во Флориде было отменено Прокламацией об освобождении рабов, изданной президентом Линкольном, но, поскольку штат тогда был частью Конфедерации, это не имело немедленного эффекта.
Только весной 1865 года, когда пришло известие об окончании Гражданской войны и крахе Конфедерации, рабство закончилось, поскольку больше не было ловцов рабов или других органов, обеспечивающих соблюдение этого особого института. Недавно эмансипированные афроамериканцы покидали свои плантации, часто в поисках родственников, разлученных со своей семьей. Конец рабства был официально оформлен ратификацией Тринадцатой поправки в декабре 1865 года. Некоторые характеристики рабства, такие как неспособность выйти из жестокого обращения, сохранялись в соответствии с законами об издольщине, аренде осужденных и бродяжничестве. В XX-м и XXI-м веках условия, приближающиеся к рабству, встречаются среди маргинальных групп иммигрантов, особенно таких, как сельскохозяйственные рабочие-мигранты и секс-работники, проданные за границу.

## Рабство до прихода европейцев
До европейской колонизации рабство практиковалось различными коренными народами. В 1526 году во Флориде уже были одни из первых африканских рабов на территории нынешних Соединённых Штатов. В 1687 году произошла первая эмансипация беглых рабов и первое поселение свободных чернокожих в 1735 году.

## Испанское правление

### Первая испанская оккупация (1536—1763 гг.)
В 1528 году раб по имени Эстеванико («Маленький Стивен») был доставлен во Флориду в рамках экспедиции Нарваэса, которая затем продолжила свой путь в Техас. Ещё большее количество африканских рабов прибыло во Флориду в 1539 году вместе с Эрнандо де Сото.
Когда испанцы основали колониальное поселение Сент-Огастин в 1565 году, на этом месте уже были порабощены коренные американцы, чьи предки мигрировали с Кубы. Испанцы не привозили во Флориду много рабов по причине отсутствия здесь рудников и плантаций. В колонии было всего три города, поддерживающие военные / военно-морские аванпосты: Сент-Огастин, Сент-Маркс и то, что сегодня является Пенсаколой.
Под испанским колониальным правлением во Флориде порабощённые имели права:
- вступать в брак,
- владеть имуществом,
- приобретать собственную свободу.

Свободные чернокожие, пока они были католиками, не подвергались правовой дискриминации. Никто не родился в рабстве. Браки смешанной «расы» не были незаконными, и дети смешанной «расы» могли наследовать имущество :8.
В октябре 1687 года одиннадцать порабощённых африканцев, украв каноэ, перебрались из Каролины во Флориду и были освобождены испанскими властями. Год спустя майор Уильям Данлоп, офицер ополчения Каролины, прибыл во Флориду, чтобы просить компенсацию за нападения испанцев на Каролину и требовать возврата африканских рабов их владельцу, губернатору Джозефу Мортону. Испанцы решили выплатить Мортону компенсацию, представив отчёт об этом событии королю Карлу II. 7 ноября 1693 г. Карл II издал указ об освобождении всех рабов, бежавших из владений Британии в Северной Америке, принявших католицизм, (аналог испанского указа от 29 мая 1680 г. для рабов, бежавших с Малых Антильских островов, и указа от 3 сентября 1680 г. и 1 июня 1685 г. о побеге французских рабов).
В начале 1700-х годов Испанская Флорида подвергалась набегам коренных американцев из Северной Каролины и Джорджии, первоначально со стороны индейского племени весто, позже со стороны ямаси и криков. В ходе набегов разрушались деревни, а местные индейцы либо убивались, либо брались в плен для последующей продажи в рабство английским колонистам. Испанцы пытались защитить местных индейцев, однако набеги вынуждали их отступать все дальше и дальше на полуостров. Набеги были настолько частыми, что осталось мало туземцев, которых можно было захватить, поэтому ямаси и крики не смогли продолжить торговлю рабами в колонии Каролины. Отступление испанцев было прекращено только тогда, когда ямаси и крик вступили в то, что позже будет известно как «Война Ямаси с колонией Каролины».
С 1688 года испанская Флорида привлекала многочисленных беглых рабов, бежавших из британских североамериканских колоний. Как только рабы достигли Флориды, испанцы освободили их, если они обратились в католицизм; мужчины в призывном возрасте привлекались к выполнению воинской повинности. Многие поселились недалеко от Сент-Огастина, в Грасия-Реал-де-Санта-Тереза-де-Мозе, первом поселении свободных чернокожих в Северной Америке. Церковь начала запись крещений и смертей в поселении в 1735 году, а в 1738 году был построен форт, являющийся частью защиты по периметру Сан-Агустина. Освобождённые рабы хорошо знали приграничные районы и под предводительством своих чёрных офицеров совершали военные набеги на Каролину и Джорджию, основанную в 1731 году. Другая, более малочисленная группа поселилась вдоль реки Апалачикола на северо-западе Флориды, сосредоточившись на Проспекте Блафф, будущем месте знаменитого негритянского форта.

### Вторая испанская оккупация (1783—1821 гг.)
Индейские племена криков и семинолов основали поселения во Флориде по приглашению испанского правительства. Бывшие рабы в этих поселениях находили убежище.
В 1771 году губернатор Восточной Флориды Джон Моултри жаловался в Торговую палату Британии на то, что «беглых негров тяжело вернуть назад из индейских городов». Когда британские колониальные чиновники во Флориде оказали давление на коренных американцев, чтобы они вернули беглых рабов, они ответили, что «просто накормили голодных людей и предложили рабовладельцам самим ловить беглецов».
После американской революции рабы из штата Джорджия и Южной Каролины Лоукантри продолжали бежать во Флориду. К 1814 году чернокожее население Флориды, как свободное, так и порабощённое, выросло до 57 % по сравнению с 27 % в 1786 году. Армия США совершала все более частые вторжения на территорию Испании, включая кампанию Эндрю Джексона 1817—1818 годов, которая стала известна как Первая семинольская война. Впоследствии Соединённые Штаты фактически контролировали Восточную Флориду. Госсекретарь Джон Куинси Адамс оправдывался тем, что Флорида открыта любым врагом Соединённых Штатов, цивилизованным или диким. Испания потребовала вмешательства Великобритании, но Лондон отказался помочь Испании в переговорах. Некоторые члены кабинета президента США Джеймса Монро требовали немедленной отставки Джексона, но Адамс позволял Джексону вести переговоры на очень выгодных для США условиях.
Испанцы установили аванпосты во Флориде, чтобы не дать основать чужеземные порты для нападения на испанский флот в Карибском море и в проливе между Флоридой и Багамскими островами. Три гарнизона были статьёй расхода для испанцев, и было нежелательно отправлять поселенцев или дополнительные гарнизоны. Было решено уступить территорию Соединённым Штатам. Это было достигнуто посредством договора Адамса-Ониса 1819 года, вступившего в силу в 1821 году.

### Обращение с чернокожими под вторым испанским правлением
При втором испанском правлении порабощённые рабочие не были движимым имуществом и пользовались определёнными свободами (вступление в брак, владение собственностью, возможность выкупить свою свободу). Свободные чернокожие, пока они принимали католицизм, не подвергались правовой дискриминации. Никто не родился в рабстве. Браки смешанной «расы» не были незаконными, и дети смешанной «расы» могли наследовать имущество, за что позже наследникам Софонии Кингсли пришлось бороться.

### Софония Кингсли
Во второй испанский период рабов можно было свободно ввозить во Флориду из Африки, а плантаторы и их представители отправлялись во Флориду, чтобы купить их, а затем контрабандой ввезти в США.
Самым известным работорговцем Флориды был квакер Софония Кингсли, владелец невольничьих судов (лодок). Он хорошо обращался со своими порабощёнными, позволял им копить деньги и покупать свободу (со скидкой 50 %), обучал их ремеслам, таким как плотницкое дело, по этой причине его хорошо обученные, хорошо воспитанные рабы продавались с премией. После того, как Флорида стала американской, Кингсли, безуспешно пытаясь помешать Флориде относиться к свободным чернокожим как к нежелательным (см. Ниже), уехал на Гаити (сегодня Доминиканская Республика).

## Территориальная Флорида под властью Америки (1821—1845 гг.)
Флорида стала территорией США 22 февраля 1821 года по договору Адамса-Ониса. Испанская расовая политика была заменена жестким набором законов, предполагавших, что все чернокожие, рабы или свободные, были нецивилизованными и ниже белых и подходили только для рабства :54.
Чтобы не попасть под контроль США, свободные чернокожие и индейские рабы, чёрные семинолы, жившие недалеко от Сент-Огастина, бежали на Кубу, в Гавану, другие семинолы также покинули свои поселения и двинулись дальше на юг, третьи бежали в начале девятнадцатого века с мыса Флорида на Багамы, где они поселились на острове Андрос, основав город Николлс[sic], названный в честь англо-ирландского командира и аболициониста, способствовавшего их побегу, Эдварда Николлса.[sic].

### Свободные цветные люди и их предполагаемая опасность
В 1827 году свободным неграм был запрещён въезд во Флориду :7а в 1828 г. тем, кто уже там, было запрещено собираться публично :192–193.
В 1829 году закон требовал штраф в размере 200 долларов ($5089 в ценах 2021 года) за каждого освобождённого человека, при этом с требованием к освобождённому покинуть территорию Флориды в течение 30 дней :10.
В довоенной Флориде «южане пришли к выводу, что единственным успешным средством устранения угрозы со стороны свободных негров было изгнание их из южных штатов или изменение их статуса со свободных людей на … рабов» :112. Свободные негры воспринимались как «зло необычайного масштаба» :119, так как подрывали систему рабства.
Законодательство стало более строгим; половина чёрного населения Пенсаколы и Сент-Огастина покинули страну. Некоторые жители округа Лион штата Флорида, самого густонаселённого и самого богатого Флориде:140 и имевшего больше рабов, чем в любом другом графстве Флориды, обратилось в Генеральную Ассамблею с ходатайством об удалении всех свободных негров из штата:118. Закон, принятый в 1847 году, требовал, чтобы все свободные негры имели белого человека в качестве законного опекуна;:120. В 1861 году был принят закон, обязывающий всех свободных негров Флориды регистрироваться у судьи с указанием своего имени, возраста, цвета кожи, пола и рода занятий, а также заплатить за регистрацию один доллар. Все негры старше двенадцати лет должны были иметь опекуна, утверждённого судьей по наследственным делам. На опекуна можно было подать в суд за любое преступление, совершённое негром; негр не мог быть привлечён к суду. Согласно новому закону, любой свободный негр или мулат, не зарегистрировавшийся у ближайшего судьи по наследственным делам, классифицировался как раб и становился законной собственностью любого белого человека, заявившего о владении :121.
В 1830 году свободные чернокожие составляли 5,2 % афроамериканского населения Флориды; к 1860 году этот процент снизился до 1,5 % :10.

## Флорида рабовладельческий штат (1845—1861)
Американские поселенцы начали создавать хлопковые и сахарные плантации в северной Флориде, покупая рабов на внутреннем рынке.
3 марта 1845 года Флорида стала рабовладельческим штатом США, почти половину населения которого составляли рабы-афроамериканцы, работавшие на плантациях между реками Апалачикола и Суванни в северо-центральной части штата. Многие рабы, как и их хозяева, были выходцами из прибрежных районов Джорджии и Каролины; они были частью культуры гулла-гичи в низовьях Южной Каролины. Другие были порабощёнными афроамериканцами с Верхнего Юга, которые были проданы торговцам, перевозившим рабов на Глубокий Юг. К 1860 году во Флориде проживало 140 424 человека, из которых 44 % были порабощены, и менее 1000 свободных цветных. На их труд приходилось 85 % производства хлопка в штате. Перепись 1860 года также показала, что в округе Лион, который был центром как работорговли во Флориде, так и индустрии плантаций, рабы составляли 73 % населения. Как и везде, их стоимость превышала стоимость всех земель графства вместе взятых (см. История Таллахасси, Флорида в разделе # Чёрная история)

## Флорида отделяется и становится штатом Конфедерации (1861—1865)
В январе 1861 года Флорида стала «Свободным и независимым государством». По словам Уильяма К. Дэвиса, «защита рабства» была «явной причиной» объявления Флориды об отделении, а также создания самой Конфедерации.
Власти Конфедерации использовали рабов в качестве погонщиков для перевозки припасов и в качестве рабочих на соляных заводах и рыболовстве. Многие рабы из Флориды, работавшие в этих прибрежных отраслях, бежали во время Гражданской войны в США, побеги начались с 1862 года, с началом военных действий Союза в Восточной и Западной Флориде.
Начиная с 1863 года, после принятия Прокламации об освобождении, более тысячи бывших рабов были зачислены в качестве солдат и матросов в цветные войска Соединённых Штатов.
Опасения плантаторов перед восстаниями рабов усиливались по мере того, как война продолжалась.
В мае 1865 г. над Флоридой был восстановлен федеральный контроль и отменено рабство.

## Торговля людьми в XX-м и XXI-м веках
По количеству случаев торговли людьми в США, Флорида стоит на третьем месте после Калифорнии и Нью-Йорка. Во Флориде отмечены случаи торговли людьми в целях сексуальной эксплуатации, домашнего рабства и принудительного труда.
Так как в экономике Флориды большое значение имеет сельское хозяйство, большое количество иммигрантов заняты принудительным трудом, особенно в томатной промышленности. Благодаря согласованным усилиям за последние годы были освобождены тысячи рабов. Национальный ресурсный центр по борьбе с торговлей людьми сообщил, что в 2015 году он получил 1518 звонков и электронных писем о торговле людьми во Флориде.

## Рекомендации
- Federal Writers' Project. Florida Slave Narratives. University of South Florida Libraries (1936–1938).
- Dresser, Amos. Slavery in Florida. Letters dated May 11 and June 6, 1835, from the Ohio Atlas // The narrative of Amos Dresser : with Stone's letters from Natchez, an obituary notice of the writer, and two letters from Tallahassee, relating to the treatment of slaves. — 1836.
- Bates, Thelma (1927). The Legal Status of the Negro in Florida. Florida Historical Quarterly. 6. Дата обращения: 2 апреля 2021.
- Williams, Jr., Edwin L. (1949). Negro Slavery in Florida. Florida Historical Quarterly. 28. Дата обращения: 2 апреля 2021.
- Williams, Jr., Edwin L. (1949). Negro Slavery in Florida, Part II. Florida Historical Quarterly. 28. Дата обращения: 2 апреля 2021.
- Garvin, Russell (July 1967). The Free Negro in Florida before the Civil War. Florida Historical Quarterly. 46: 1–17. JSTOR 30140212.
- Schafer, Daniel L. (Spring 1993). 'A Class of People Neither Freemen nor Slaves': From Spanish to American Race Relations in Florida, 1821-1861. Journal of Social History. 26: 587–609. doi:10.1353/jsh/26.3.587.